# Цзянъань (Ухань)
Цзянъа́нь (кит. упр. 江岸, пиньинь Jiāng'àn, буквально: «берег Янцзы») — район городского подчинения города субпровинциального значения Ухань провинции Хубэй (КНР).

## История
До середины XIX века это была пустынная местность. В 1861 году, после поражения Цинской империи во Второй опиумной войне, Ханькоу вошёл в число портов, открытых для иностранной торговли, и на этой территории были созданы иностранные концессии — британская, французская, германская, японская и российская. В 1864 году эти места стали кварталом Дачжи (大智坊) посёлка Ханькоу (汉口镇) уезда Ханьян (汉阳县) Ханьянской управы (汉阳府).
В 1899 году хугуанский наместник (湖广总督) Чжан Чжидун решил изменить схему администрирования территории, и в этих местах был образован Сякоуский комиссариат (夏口厅). После Синьхайской революции в Китае была проведена реформа структуры административного деления, в ходе которой комиссариаты были преобразованы в обычные уезды — так в 1912 году появился уезд Сякоу (夏口县). В 1926 году уезд Сякоу был расформирован, а вместо него был образован город Ханькоу (汉口市).
После образования КНР Учан, Ханьян и Ханькоу были объединены в город Ухань. В 1980 году в этих местах был образован район Цзянъань.

## Административное деление
Район делится на 16 уличных комитетов.